# Kirchwald
Kirchwald là một đô thị ở huyện Mayen-Koblenz bang Rheinland-Pfalz, phía tây nước Đức. Đô thị Kirchwald có diện tích 9,51 km².